# Bristol Mercury
Bristol Mercury — британский поршневой 9-цилиндровый авиадвигатель воздушного охлаждения, разработанный в 1925 году Роем Федденом на основе одной из предыдущих конструкций компании Bristol Aeroplane Company, Jupiter. Применялся в 1930-х — 1940-х годах как на гражданских, так и на военных летательных аппаратах. Мощность поздних модификаций с редукторным нагнетателем достигала 800 л. с. (около 600 кВт).
Всего компанией было произведено около 20 700 двигателей, также они выпускались рядом европейских фирм по лицензии. На 2010 год имелось по крайней мере три пригодных к эксплуатации Bristol Mercury, кроме того, ещё несколько двигателей в различном состоянии находились в экспозициях музеев.

## История
Двигатель Mercury был разработан Bristol Aeroplane Company на замену исчерпавшему возможности модернизации Bristol Jupiter. Хотя первоначально Mercury не вызвал особого интереса потенциальных покупателей, Министерства ВВС Великобритании финансировало постройку трёх прототипов.
Федден счёл необходимым использовать нагнетатель, применявшийся с целью улучшения высотных характеристик для увеличения мощности создаваемого двигателя при уменьшении его габаритов. Вместо разработки нового мотора с нуля, он использовал детали от «Юпитера» с уменьшенным на 1 дюйм (25 мм) ходом поршня. С меньшим рабочим объёмом он, благодаря использованию нагнетателя, имел повышенные обороты и развивал мощность выше, чем у его предшественника. Аналогичный подход был применён и при создании двигателя Pegasus.
Уменьшение габаритов Mercury было обусловлено его планировавшимся применением на истребителях, так, он устанавливался на самолёте Gloster Gauntlet и сменившем его Gloster Gladiator. Более мощные Bristol Pegasus предназначались для бомбардировщиков, однако, с появлением новых модификаций, оказалось, что для них подойдёт и улучшенный Mercury. Наиболее известным бомбардировщиком, на котором он стоял, был двухмоторный Bristol Blenheim.
В 1938 году Рою Феддену удалось убедить Министерство ВВС закупить в США партию высокооктанового авиабензина. Теоретически, более качественное топливо за счёт увеличения степени сжатия должно было резко повысить мощность двигателей, особенно в сочетании с использованием нагнетателей, по сравнению с имевшимся на тот момент 87-октановым бензином. Одним из первых британских авиадвигателей, прошедшим испытания и сертифицированным для работы со 100-октановым горючим, стал в 1939 году Mercury XV. Этот мотор, работающий с давлением наддува +9 lbs/sq.in (+0,62 кг/см²), устанавливался на Blenheim Mk IV.
Mercury также был первым британским авиадвигателем с винтом изменяемого шага.
Компания Bristol Aeroplane и теневые фабрики выпустили 20700 экземпляров двигателя.
За пределами Великобритании, Bristol Mercury выпускался (с 1934 года) по лицензии в Польше фирмой Polskie Zaklady Skody, а позднее, после национализации последней в 1935 году, фирмой PZL (для истребителей PZL P.11), шведской компанией NOHAB для истребителей Gloster Gladiator и пикировщиков Saab 17. В Италии его производила компания Alfa Romeo под названием «Mercurius», в Чехословакии — фирма Walter, двигатели финской компании Tampella строились преимущественно для бомбардировщиков Bristol Blenheim.

## Модификации

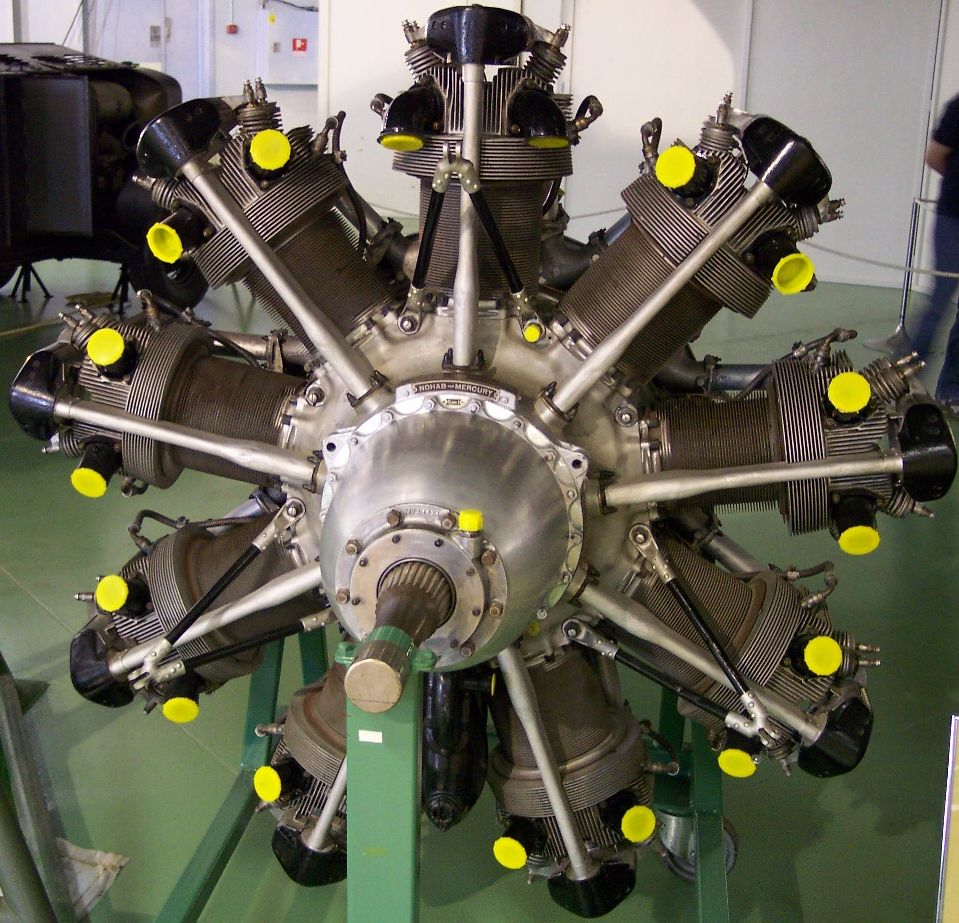
Двигатель Mercury, выпущенный NOHAB

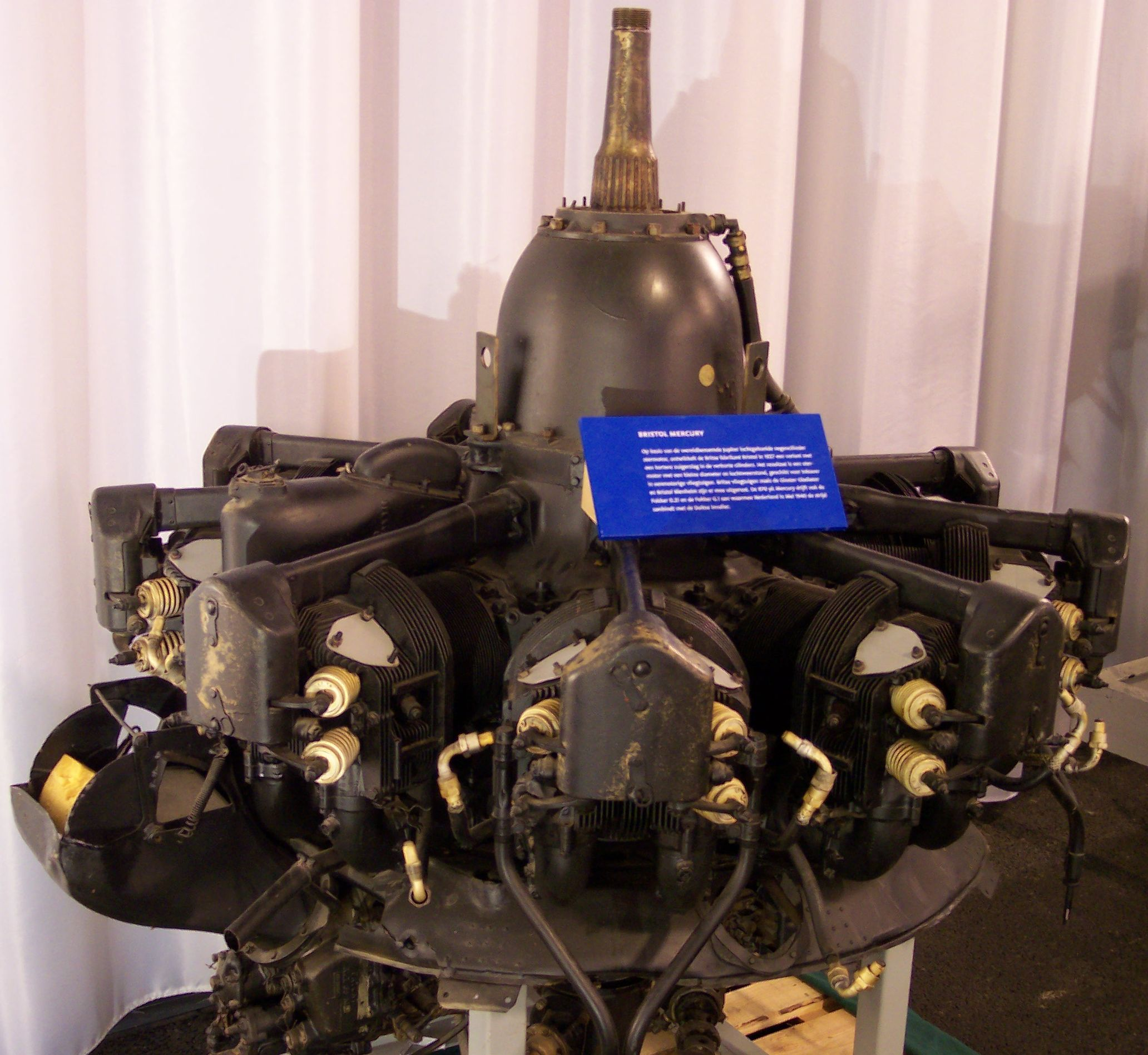
Вид сбоку, показаны детали клапанного механизма.

Источник:
Mercury I
(1926) 808 л. с., прямой привод. Двигатель для гонок на Кубок Шнейдера .
Mercury II
(1928) 420 л. с., степень сжатия 5,3:1.
Mercury IIA
(1928) 440 л. с.
Mercury III
(1929) 485 л. с., степень сжатия 4,8:1, редуктор 0,5:1.
Mercury IIIA
Небольшие изменения Mercury III.
Mercury IV
(1929) 485 л. с., редуктор 0,656:1.
Mercury IVA
(1931) 510 л. с..
Mercury IVS.2
(1932) 510 л. с..
Mercury (short stroke)
Неудачная модификация с ходом поршня, уменьшенным до 127 мм, 390 л. с..
Mercury V
546 hp (позже именовался Pegasus IS.2)
Mercury VIS
(1933) 605 л. с. см. данные в шаблоне. Редуктор типа Farman с планетарной передачей, 0,5:1.
Mercury VISP
(1931) 605 л. с., ('P' — Персия (Иран)).
Mercury VIS.2
(1933) 605 л. с..
Mercury VIA
(1928) 575 л. с. (позже именовался Pegasus IU.2)
Mercury VIIA
560 л. с. (позже именовался Pegasus IM.2)
Mercury VIII
(1935) 825 л. с., степень сжатия 6.25:1, облегчённый двигатель.
Mercury VIIIA
Mercury VIII установлен синхронизатор для использования на истребителе Gloster Gladiator
Mercury VIIIA
535 л. с., повторное использование индекса VIIIA, (позже именовался Pegasus IU.2P)
Mercury IX
(1935) 825 л. с., облегчённый двигатель.
Mercury X
(1937) 820 л. с..
Mercury XI
(1937) 820 л. с..
Mercury XII
(1937) 820 л. с.
Mercury XV
(1938) 825 л. с., развитие Mercury VIII. Переделан для работы на 100-октановом бензине (ранее 87).
Mercury XVI
830 л. с.
Mercury XX
(1940) 810 л. с.
Mercury 25
(1941) 825 л. с.. Mercury XV с изменённым коленчатым валом.
Mercury 26
825 л. с. Mercury 25 с изменённым карбюратором.
Mercury 30
(1941) 810 л. с., Mercury XX с изменённым коленчатым валом.
Mercury 31
(1945) 810 л. с., Mercury 30 с изменённым карбюратором и воздушный винт фиксированного шага для установки на планер Hamilcar X.

## Применение
Note:
 Великобритания
- Airspeed Cambridge
- Blackburn Skua
- Boulton Paul P.108
- Bristol Blenheim
- Bristol Bolingbroke
- Bristol Bulldog
- Bristol Bullpup
- Bristol Type 101
- Bristol Type 118
- Bristol Type 133
- Bristol Type 142
- Bristol Type 146
- Bristol Type 148
- Fairey Flycatcher
- General Aircraft Hamilcar X
- Gloster Gamecock
- Gloster Gladiator
- Gloster Gauntlet
- Gloster Gnatsnapper
- Gloster Goring
- Hawker Audax
- Hawker F.20/27
- Hawker Fury
- Hawker Hart
- Hawker Hind
- Hawker Hoopoe
- Hawker F.20/27
- Miles Martinet
- Miles Master
- Short Crusader
- Supermarine Sea Otter
- Vickers Jockey
- Westland Interceptor
- Westland Lysander

 Италия
- Breda Ba.27
- IMAM Ro.30

 Нидерланды
- Fokker D XXI
- Fokker G.1
- Koolhoven F.K.52

 Польша
- PZL P.11

 Финляндия
- Valmet Vihuri

 Чехословакия
- Letov Š-31

 Швеция
- Saab 17

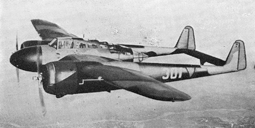
Fokker G.1 с двигателем Mercury

- Saab B3C и B3D (Junkers Ju 86 с Mercury XXIV и XIX)

## Сохранившиеся двигатели
- В британском Собрании Шаттлуорта (Олд Уорден, Бедфордшир), два работоспособных Bristol Mercury: Mk. 20, установленный на Westland Lysander (G-AZWT), и Mk. 30 на истребителе Gloster Gladiator (G-AMRK), которые ежегодно летом участвует в демонстрационных полётах[7][8]
- В канадских музее военной авиации и музее Старинные крылья Канады также имеется самолёты Lysander модели IIIA.[9][10]

## Двигатель в экспозициях музеев
- Bristol Mercury (VII) находится в Музее королевских ВВС.[11]
- Ещё один Bristol Mercury VII числится в экспозиции Собрания Шаттлуорта.
- Разрезанный Bristol Mercury представлен в британском Музее авиации военно-морского флота, (авиабаза флота Йовилтон).